# Liste der Stolpersteine im Stuttgarter Stadtbezirk Zuffenhausen
In der Liste der Stolpersteine im Stuttgarter Stadtbezirk Zuffenhausen sind alle
45
Stolpersteine aufgeführt, die im Stuttgarter Stadtbezirk Zuffenhausen im Rahmen des Projekts des Künstlers Gunter Demnig an mehreren Terminen verlegt wurden. 

## Stolpersteine in Zuffenhausen
Die Tabelle ist teilweise sortierbar; die Grundsortierung erfolgt alphabetisch nach dem Verlegeort. Zusammengefasste Adressen von Verlegeorten zeigen an, dass mehrere Stolpersteine an einem Ort verlegt wurden. Die Spalte Person, Inschrift kann nach dem Namen der Person alphabetisch sortiert werden.
| Bild | Person, Inschrift | Verlegeort                           | Verlegedatum  | Information |
| ---- | --- | ------------------------------------ | ------------- | --- |
|      | HIER WOHNTE ROSINE NIEDEN JG. 1890 EINGEWIESEN 1935 'HEILANSTALT' WINNENTAL ERMORDET 24.6.1940 GRAFENECK AKTION T4                                                    | Besigheimer Straße 33 (Lage)         | 29. Apr. 2010 | Zu Rosine Nieden (1890–1940) existiert eine Kurzbiografie.                                                                        |
|      | HIER WOHNTE HERBERT FRÖHLICH JG. 1922 EINGEWIESEN 1935 HEILANSTALT MARIABERG 'VERLEGT' 13.12.1940 GRAFENECK ERMORDET 13.12.1940 'AKTION T4'                           | Bönnigheimer Straße 34 (Lage)        | 26. Nov. 2024 | Zu Herbert Fröhlich (1922–1940) existiert eine Kurzbiografie.                                                                     |
|      | HIER WOHNTE BERTA GÖPFERT JG. 1904 EINGEWIESEN 1930 'HEILANSTALT' WEINSBERG ERMORDET 8.5.1940 GRAFENECK AKTION T4                                                     | Brackenheimer Straße 25 (Lage)       | 29. Apr. 2010 | Zu Berta Göpfert (1904–1940) existiert eine Opferbiografie.                                                                       |
|      | HIER WOHNTE EUGEN SPILGER JG. 1910 ERSCHOSSEN 19.4.1945 IN NEUFFEN 'VOLKSVERRÄTER'                                                                                    | Colmarer Straße 19 (Lage)            | 10. Nov. 2006 | Eugen Spilger |
|      | HIER WOHNTE MAX BÖHM JG. 1871 DEPORTIERT 1942 THERESIENSTADT ERMORDET IN TREBLINKA                                                                                    | Franklinstraße 6 (Lage)              | 29. Sep. 2008 | Max Böhm (1871–1942) |
|      | HIER WOHNTE EMIL FEIGENBAUM JG. 1893 FLUCHT 1938 BELGIEN TRANSPORT FRANKREICH DEUTSCHER LUFTANGRIFF AUF INTERNIERUNGSZUG TOT 15.5.1940                                | Franklinstraße 24 (Lage)             | 4. Nov. 2019  | |
|      | HIER WOHNTE KLARA FEIGENBAUM GEB. REIS GEN. BAUM JG. 1892 FLUCHT 1938 BELGIEN INTERNIERT MECHELEN MIT HILFE ÜBERLEBT                                                  | Franklinstraße 24 (Lage)             | 4. Nov. 2019  | |
|      | HIER WOHNTE KURT FEIGENBAUM GEN. BAUM JG. 1921 FLUCHT 1938 BELGIEN INTERNIERT DRANCY DEPORTIERT 1940 AUSCHWITZ TODESMARSCH BUCHENWALD BEFREIT                         | Franklinstraße 24 (Lage)             | 4. Nov. 2019  | |
|      | HIER WOHNTE WERNER FEIGENBAUM GEN. BAUM JG. 1929 FLUCHT 1938 BELGIEN INTERNIERT MECHELEN MIT HILFE ÜBERLEBT                                                           | Franklinstraße 24 (Lage)             | 4. Nov. 2019  | |
|      | HIER WOHNTE ERNST RAU JG. 1890 EINGEWIESEN 1916 'HEILANSTALT' WINNENTAL ERMORDET 11.6.1940 GRAFENECK AKTION T4                                                        | Friesenstraße 15 (Lage)              | 29. Apr. 2010 | |
|      | HIER WOHNTE PAULINE SCHNEIDER GEB. STERN JG. 1886 DEPORTIERT 1942 IZBICA ERMORDET                                                                                     | Galvanistraße 15 (Lage)              | 29. Sep. 2008 | |
|      | ... HELMUT STAHL ... | Halligenstraße 9 (Lage)              | 6. Nov. 2023  | Zu Helmut Stahl (1922–1943) existiert eine Kurzbiografie.                                                                         |
|      | PETER CZORNOPYSKI JG. 1923 SOWJETUNION ERMORDET 19.5.1943 GESTAPOGEFÄNGNIS WELZHEIM                                                                                   | Hirschsprungallee 18 (Lage)          |               | |
|      | STEFAN GORSKI JG. 1924 POLEN ERMORDET 19.5.1943 GESTAPOGEFÄNGNIS WELZHEIM                                                                                             | Hirschsprungallee 18 (Lage)          |               | |
|      | JOHANN HADAM JG. 1909 POLEN ERMORDET 19.5.1943 GESTAPOGEFÄNGNIS WELZHEIM                                                                                              | Hirschsprungallee 18 (Lage)          |               | |
|      | FRANZ KIRYLCZUK JG. 1905 POLEN ERMORDET 19.5.1943 GESTAPOGEFÄNGNIS WELZHEIM                                                                                           | Hirschsprungallee 18 (Lage)          |               | |
|      | IWAN MAKARSKY JG. 1912 SOWJETUNION ERMORDET 19.5.1943 GESTAPOGEFÄNGNIS WELZHEIM                                                                                       | Hirschsprungallee 18 (Lage)          |               | |
|      | ADOLF SERUGA JG. 1924 POLEN ERMORDET 19.5.1943 GESTAPOGEFÄNGNIS WELZHEIM                                                                                              | Hirschsprungallee 18 (Lage)          |               | |
|      | ... URSULA SIEGEL ... | Hördtstraße 45 (Lage)                | 4. März 2022  | Zu Ursula Siegel (1922–1943) existiert eine Kurzbiografie.                                                                        |
|      | ... EUGEN ERHARDT ... | Hördtstraße 86 (Lage)                | 4. März 2022  | Zu Eugen Erhardt (1903–1940) existiert eine Kurzbiografie.                                                                        |
|      | HIER WOHNTE ERWIN WINKLER JG. 1906 IM WIDERSTAND VERHAFTET 21.12.1933 LANDESGEFÄNGNIS ULM GEFÄNGNIS HOHENASPERG TOT AN HAFTFOLGEN 28.2.1941                           | Ingelfinger Straße 5 (Lage)          | 20. Mai 2009  | |
|      | HIER WOHNTE KARIN WEININGER JG. 1943 EINGEWIESEN 14.3.1944 STÄDT. KINDERKRANKENHAUS STUTTGART 'KINDERFACHABTEILUNG' ERMORDET 15.3.1944                                | Ingelfinger Straße 5 (Lage)          | 23. Mai 2015  | |
|      | HIER WOHNTE INGRID RIETH JG. 1943 ... | Juiststraße 14 (Neuwirtshaus) (Lage) | 15. Nov. 2018 | Ingrid Rieth (1943–1944) wurde im Alter von knapp zwei Monaten in der Kinderfachabteilung der Kinderklinik Türlenstraße ermordet. |
|      | HIER WOHNTE JULIUS NOPPEL JG. 1907 'SCHUTZHAFT' STRAFKOMPANIE TOT 18.7.1943                                                                                           | Kirchtalstraße 6 (Lage)              | 17. Mai 2014  | |
|      | HIER WOHNTE HEDWIG VOIT JG. 1906 EINGEWIESEN 1931 HEILANSTALT WEINSBERG 'VERLEGT' 4.6.1940 GRAFENECK ERMORDET 4.6.1940 AKTION T4                                      | Langobardenstraße 39 (Lage)          | 16. Apr. 2012 | |
|      | HIER WOHNTE ANNA WAHL GEB. BADER JG. 1884 EINGEWIESEN 1938 HEILANSTALT WEISSENAU 'VERLEGT' 10.6.1940 GRAFENECK ERMORDET 10.6.1940 AKTION T4                           | Langobardenstraße 40 (Lage)          | 16. Apr. 2012 | |
|      | HIER WOHNTE FRIEDRICH WOHLFAHRTH JG. 1912 DESERTIERT 1943 DIVISION 405 STRASSBURG DIVISIONSGERICHT TODESURTEIL 29.12.1943 ENTHAUPTET 7.6.1944 JUSTIZGEBÄUDE STUTTGART | Ludwigsburger Straße 171 (Lage)      | 9. Okt. 2017  | |
|      | HIER WOHNTE EUGEN WIEDMAIER JG. 1900 VERHAFTET 26.1.1934 ZUCHTHAUS LUDWIGSBURG ERMORDET 14.3.1940                                                                     | Marconistraße 23 (Lage)              | 24. Sep. 2007 | |
|      | ... HANS EUGEN LANG ... | Pliensäckerstraße 6 (Lage)           | 15. Apr. 2013 | |
|      | ... JOHANN KLING ... | Reinhold-Brändle-Weg 8 (Lage)        |               | |
|      | ... JOHANNA KLING ... | Reinhold-Brändle-Weg 8 (Lage)        |               | |
|      | ... MARTA KLING ... | Reinhold-Brändle-Weg 8 (Lage)        |               | |
|      | ... ALBERT REINHARDT ... | Reinhold-Brändle-Weg 8 (Lage)        |               | |
|      | ... AUGUST REINHARDT ... | Reinhold-Brändle-Weg 8 (Lage)        |               | |
|      | ... KARL RUMBERGER ... | Reinhold-Brändle-Weg 8 (Lage)        | 10. Nov. 2006 | |
|      | ... GERDA WILD ... | Reinhold-Brändle-Weg 8 (Lage)        | 15. Apr. 2013 | |
|      | HIER WOHNTE JULIUS BEICKERT JG. 1898 VERHAFTET 4.11.1943 GESTAPOHAFT IN WELZHEIM TOT 19.1.1944                                                                        | Rütlistraße 59 (Lage)                | 10. Nov. 2006 | |
|      | SCHWIEBERDINGERSTR. 110 WOHNTE GERTRUD SCHÄFER JG. 1907 EINGEWIESEN 1930 HEILANSTALT ZWIEFALTEN 'VERLEGT' 13.8.1940 GRAFENECK ERMORDET 1.8.1940 'AKTION T4'           | Schützenbühlstraße 84 (Lage)         | 28. Apr. 2017 | Gertrud Schäfer |
|      | ... JULIUS WERTHEIMER ... | Schwieberdinger Straße 142 (Lage)    | 28. Apr. 2017 | Julius Wertheimer |
|      | ... LYDIA HÄGELE ... | Syltstraße 4 (Lage)                  | 11. Apr. 2011 | |
|      | ... KARL HOLZLEHNER ... | Talheimer Straße 11 (Lage)           |               | |
|      | HIER WOHNTE WILLY BOSCH JG. 1900 EINGEWIESEN 1937 'HEILANSTALT' LIEBENAU ERMORDET 2.10.1940 GRAFENECK AKTION T4                                                       | Vandalenstraße 8 (Lage)              |               | |
|      | HIER WOHNTE SIEGFRIED SANDER JG. 1878 VERHAFTET 29.4.1942 KZ DACHAU KZ NEUENGAMME ERMORDET 11.11.1942                                                                 | Vandalenstraße 23 (Lage)             | 24. Sep. 2007 | |
|      | HIER WOHNTE BERTA FRANZISKA SANDER GEB. WOLF JG. 1876 VERHAFTET 2.5.1942 KZ RAVENSBRÜCK ERMORDET 13.10.1942                                                           | Vandalenstraße 23 (Lage)             | 24. Sep. 2007 | |
|      | ... WILLY RETTICH ... | Wattstraße 20 (Lage)                 | 26. Nov. 2024 | Zu Willy Rettich (1898–1940) existiert eine Kurzbiografie.                                                                        |